# Rebaque
Team Rebaque – meksykański zespół i konstruktor Formuły 1, mający swoją siedzibę w Royal Leamington Spa i istniejący w latach 1978–1979. Zespół uczestniczył w 30 Grand Prix, początkowo kupując samochody od Team Lotus, po czym rozpoczął konstruowanie własnego pojazdu. Model Rebaque HR100 uczestniczył w trzech ostatnich Grand Prix sezonu 1979. Po sezonie 1979 zespół został rozwiązany.
Zespół był założony i zarządzany przez Héctora Rebaque, meksykańskiego kierowcy, który w Formule 1 zadebiutował w sezonie 1977 w zespole Hesketh. Po sezonie 1977 został zwolniony z tego zespołu. Nie mając opcji zatrudnienia w Formule 1 na sezon 1978, Rebaque postanowił założyć własny zespół.
Przed sezonem 1978 Rebaque podpisał umowę z Team Lotus, w myśl której nabył od brytyjskiego konstruktora model Lotus 78 z 1977 roku. Rebaque miał niewielkie doświadczenie w Formule 1; dla Hesketha w całym sezonie tylko raz zakwalifikował się do wyścigu. Sezon 1978 był dla Rebaque'a trudny. Wprawdzie Meksykanin zdobył punkt za szóste miejsce w Grand Prix Niemiec, ale był zmuszony wycofać się z Grand Prix Brazylii ze względu na zmęczenie.
Rebaque kontynuował porozumienie z Team Lotus w sezonie 1979. Nabył on mistrzowski model z 1978 roku, 79. W trakcie sezonu zlecił Penske zbudowanie samochodu specjalnie dla Team Rebaque. Projekt samochodu, autorstwa Geoffa Ferrisa z udziałem Johna Barnarda, był pod wpływem projektu Lotusa 79, a uwzględniał także niektóre elementy Williamsa FW07 w sekcjach bocznych. Samochód był gotowy na Grand Prix Włoch, ale nie zdołał ukończyć żadnego wyścigu. Po zakończeniu sezonu zespół został rozwiązany, a w połowie 1980 Héctor Rebaque przeniósł się do Brabhama. Team Rebaque jest jedynym meksykańskim zespołem, który startował w Formule 1.

## Wyniki w Formule 1
| Legenda oznaczeń w tabelach wyników Wyświetl szablon na nowej stronie | Legenda oznaczeń w tabelach wyników Wyświetl szablon na nowej stronie                                                                     |
| Oznaczenie                                                            | Wyjaśnienie |
| --------------------------------------------------------------------- | --- |
| Złoty                                                                 | Zwycięzca lub mistrzostwo |
| Srebrny                                                               | 2. miejsce lub wicemistrzostwo |
| Brązowy                                                               | 3. miejsce lub II wicemistrzostwo |
| Zielony                                                               | Ukończył, punktował (w klasyfikacji generalnej, gdy zdobył co najmniej jeden punkt na przestrzeni sezonu, poza trzema powyższymi opcjami) |
| Niebieski                                                             | Ukończył, nie punktował (w klasyfikacji generalnej, gdy nie zdobył co najmniej jednego punktu na przestrzeni sezonu)                      |
| Czerwony                                                              | Nie zakwalifikował się (NZ) |
| Czerwony                                                              | Nie prekwalifikował się (NPK) |
| Różowy                                                                | Nie ukończył (NU) |
| Różowy                                                                | Niesklasyfikowany (NS) (w klasyfikacji generalnej, gdy nie został sklasyfikowany w żadnym wyścigu sezonu)                                 |
| Czarny                                                                | Zdyskwalifikowany (DK) |
| Czarny                                                                | Wykluczony (WYK/EX) |
| Biały                                                                 | Nie wystartował (NW) |
| Biały                                                                 | Kontuzjowany (K/INJ) |
| Biały                                                                 | Wyścig odwołany (OD/C) |
| Bez koloru                                                            | Został wycofany (WYC/WD) |
| Bez koloru                                                            | Nie przybył (NP/DNA) |
| Bez koloru                                                            | Nie brał udziału w treningach (NT/DNP) |
| Bez koloru                                                            | Nie został zgłoszony (–) |
| Pogrubienie                                                           | Start z pole position |
| Kursywa                                                               | Najszybsze okrążenie wyścigu |
| †                                                                     | Nie ukończył, ale jego rezultat został zaliczony ze względu na przejechanie więcej niż 90% dystansu wyścigu.                              |
| *                                                                     | Sezon w trakcie |
| 1/2/3                                                                 | Punktowana pozycja w sprincie kwalifikacyjnym                                                                                             |
| Lista systemów punktacji Formuły 1                                    | |

| Rok  | Samochód      | Silnik      | Opony | Kierowcy       | 1   | 2   | 3   | 4   | 5   | 6   | 7   | 8   | 9   | 10  | 11  | 12  | 13  | 14  | 15  | 16  | Pkt. | Msc. |
| ---- | ------------- | ----------- | ----- | -------------- | --- | --- | --- | --- | --- | --- | --- | --- | --- | --- | --- | --- | --- | --- | --- | --- | ---- | ---- |
| 1978 | Lotus 78      | Ford DFV V8 | G     |                | ARG | BRA | RSA | USW | MON | BEL | ESP | SWE | FRA | GBR | DEU | AUT | NED | ITA | USA | CAN | 1    | –    |
| 1978 | Lotus 78      | Ford DFV V8 | G     | Héctor Rebaque | NZ  | NU  | 10  | NPK | NPK | NPK | NU  | 12  | NZ  | NU  | 6   | NU  | 11  | NZ  | NU  | NZ  | 1    | –    |
| 1979 | Lotus 79      | Ford DFV V8 | G     |                | ARG | BRA | RSA | USW | ESP | BEL | MON | FRA | GBR | DEU | AUT | NED | ITA | CAN | USA |     | 0    | –    |
| 1979 | Lotus 79      | Ford DFV V8 | G     | Héctor Rebaque | NU  | NZ  | NU  | NU  | NU  | NU  |     | 12  | 9   | NU  | NZ  | 7   |     |     |     |     | 0    | –    |
| 1979 | Rebaque HR100 | Ford DFV V8 | G     | Héctor Rebaque |     |     |     |     |     |     |     |     |     |     |     |     | NZ  | NU  | NZ  |     | 0    | –    |